# Alchornea websteri
Alchornea websteri är en törelväxtart som beskrevs av Ricardo de Sousa Secco. Alchornea websteri ingår i släktet Alchornea och familjen törelväxter. Inga underarter finns listade i Catalogue of Life.